# Embriopatia talidomidowa

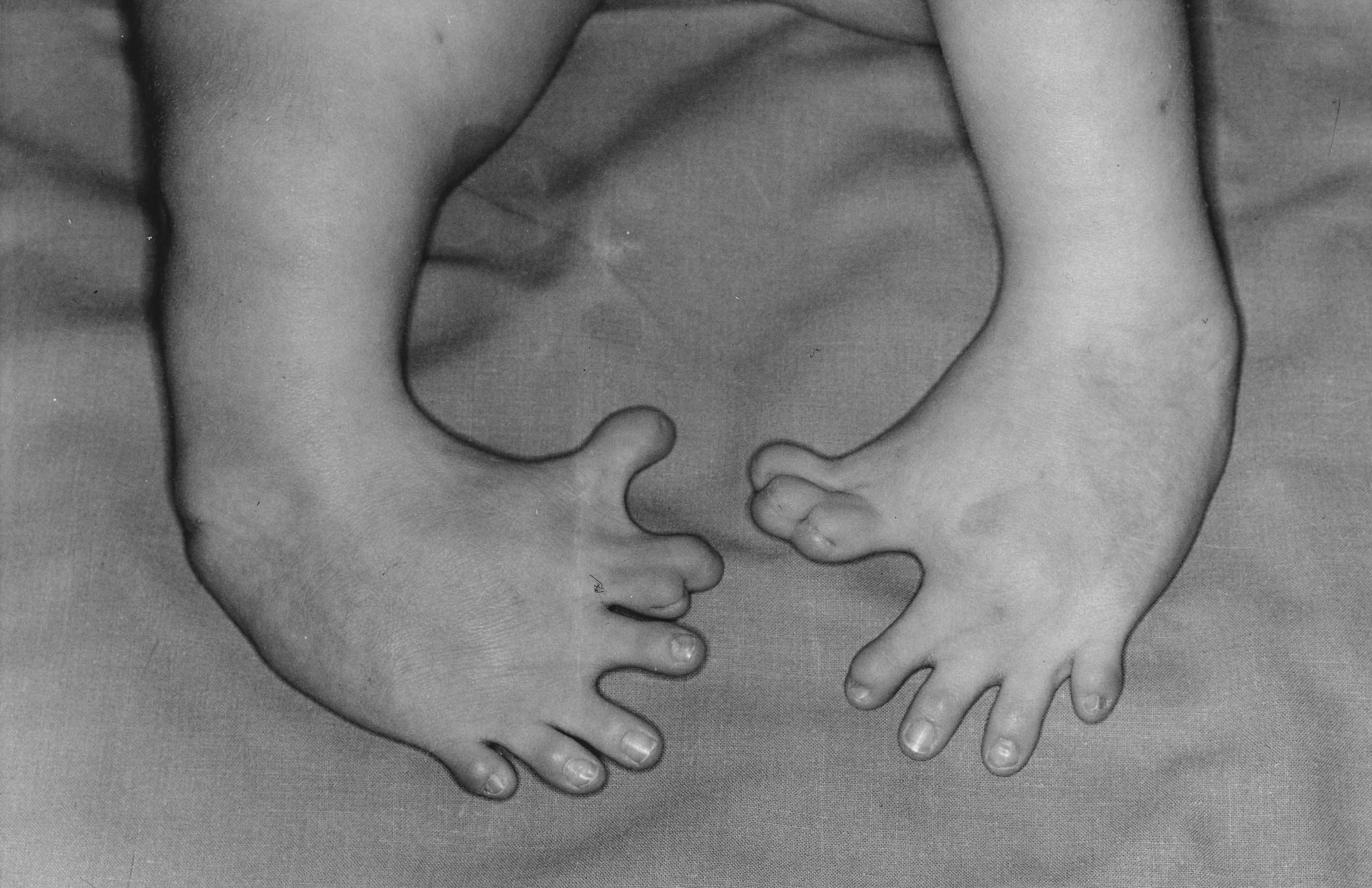
Polidaktylia u dziecka z embriopatią talidomidową

Embriopatia talidomidowa – zespół wad wrodzonych związanych z wewnątrzmaciczną ekspozycją na talidomid (Thalidomide, nazwa handlowa w Niemczech Contergan). Lek ten był dopuszczony do stosowania w latach 50. jako środek uspokajający i przeciwdziałający wymiotom ciężarnych. W latach 60. był powszechnie stosowany w większości krajów Europy. Z czasem okazało się, że wywiera bardzo silny efekt teratogenny, objawiający się symetrycznymi wadami ubytkowymi kończyn górnych i dolnych lub polidaktylią przedosiową.

## Fenotyp
Na obraz kliniczny zespołu składają się:
- malformacje górnych i dolnych kończyn:
  - amelia
  - fokomelia
  - hipoplazja kości
  - aplazja kości
- malformacje ucha zewnętrznego
  - anocja
  - hipoplastyczna łódka małżowiny
  - hipoplazja lub atrezja przewodu słuchowego zewnętrznego
- cechy dysmorficzne twarzy:
  - hipoplastyczny grzbiet nosa
  - atrezja nozdrzy tylnych
- malformacje ośrodkowego układu nerwowego
  - porażenie nerwu twarzowego
  - głuchota
  - fenomen Marcusa Gunna
  - zespół "krokodylich łez"
  - drgawki
- wady układu oddechowego:
  - wady tchawicy i oskrzeli
  - nieprawidłowy podział płuc na płaty
- wady układu sercowo-naczyniowego:
  - naczyniaki włośniczkowe w linii środkowej nosa, od grzbietu nosa do rynienki podnosowej
  - wrodzone wady serca (wady stożka tętniczego)
- wady układu pokarmowego:
  - atrezja jelita cienkiego lub dwunastnicy
  - agenezja pęcherzyka żółciowego i wyrostka robaczkowego
  - zwężenie kanału odbytu
  - przepukliny pachwinowe
- wady układu moczowo-płciowego:
  - nieprawidłowy zwrot nerki
  - miedniczne ułożenie nerek
  - nerka podkowiasta
  - wodonercze
  - zdwojenie moczowodu
  - zdwojenie pochwy
  - atrezja pochwy
  - przetoka odbytniczo-pochwowa
  - wnętrostwo.